# Moroni (Utah)
Moroni – miasto w Stanach Zjednoczonych, w stanie Utah, w hrabstwie Sanpete.